# Кланг
Кланг е град в Западна Малайзия. Населението му е 1 055 207 жители (2009 г.), което го прави 4-тия по население град в Малайзия. Площта му е 573 кв. км. Основан е през 1643 г., а получава статут на община през 1977 г. Намира се в часова зона UTC+8.